# Bibinoi
Der Schichtvulkan Bibinoi ist der größte von drei andesitischen Vulkanen, welche in einer nordwestlich-südöstlichen Linie auf der Insel Bacan ausgerichtet sind. Der Zeitpunkt des letzten Ausbruchs ist unbekannt.

## Quelle
- Bibinoi im Global Volcanism Program der Smithsonian Institution (englisch)